# Памятник воину-десантнику
Памятник воину-десантнику установлен в Тюмени в Восточном районе города.

## История
Памятник был установлен рядом со штаб-квартирой общественной организации «Союз десантников Тюменской области» и торжественно открыт 2 октября 2010 г. На мероприятии открытия памятника присутствовали ветераны Великой Отечественной войны, войн в Афганистане и Чеченской Республике, а также представители общественных ветеранских организаций, руководители округа и жители Тюмени. 
Скульптура представляет собой бронзовую фигуру десантника в форме Воздушно-десантных войск и с пулемётом ПК в руке. Памятник установлен на гранитный обелиск с чёрной мраморной плитой, надпись на которой (из слов песни о ВДВ) гласит:
Сыны Маргелова

Мы живём по законам своим -

Честь, отвага, десантное братство,

И под небом страны голубым

Мы за это готовы сражаться.

В. Пухов
Автор монумента — Сергей Калиновский - ветеран воздушно-десантных войск, кавалер Ордена Мужества. Он создал монумент полностью на свои средства в своей мастерской по инициативе членов тюменской общественной организации ветеранов воздушно-десантных войск при поддержке единомышленников. За это 19 февраля 2011 г. Сергею Калиновскому был вручён «Орден генерала армии В. Ф. Маргелова» председателем Совета организации Сергеем Шерматовым за вклад в развитие десантного движения в городе Тюмень.